# 杰克·赫舒拉发
杰克·赫舒拉发（英語：Jack Hirshleifer，1925年8月26日2005年—7月26日）是一名美国经济学家，加州大学洛杉矶分校教授。他主要贡献在资讯经济学，热经济学与冲突理论等，著名著作包括《价格理论及其应用》，《不确定性与信息分析》和《力量的黑暗面》。

## 生平
杰克·赫舒拉发二战期间服役于美国海军预备役，战争结束后他退伍进入哈佛大学就读，并且在那里分别取得了文学士学位与经济学博士学位。毕业之后他进入美国著名智库兰德公司。随后他投身学界，在落脚于加州大学洛杉矶分校之前，他先进入了芝加哥大学并在那里担任博士后及任教。在之后三十三年里他作为加州大学洛杉矶分校的教授出版了大量著作，并且成为了美国文理科学院和计量经济学会的会员，曾任西部经济学会的会长、美国经济学会的副会长，后者曾提名他为2000年的卓越会员。他还曾供职于《美国经济评论》、《经济行为与组织期刊》和《热经济学期刊》的编辑部。

## 研究
杰克·赫舒拉发研究广泛。早期他是资讯经济学的开拓者，期间他协助开创了很多学科领域内的研究工具，例如风险价值方差，莫迪尼亚尼-米勒定理以及公共投资分析。他也构建了新的解释公共物品的模型，并用以阐述了竞赛成功函数（ Contest Success Function，简写为CSF）以及权力的谬论。他还是第一个完整分析了一般均衡理论并将不同市场的结构完整性仔细加以考虑的人。
后期他的研究包括冲突理论，他尝试着将基础经济理论拓展到政治科学的研究上，分析战争的经济动机，分配平等与冲突之间的关系。
他出版了许多著名的著作，包括已经更新至第七版并被广泛使用的课本《价格理论及其应用》以及《不确定性与信息分析》和《力量的黑暗面》。
赫舒拉发是经济学家张五常的博士导师，张五常的成名作亦是其博士毕业论文《佃农理论》正是在赫舒拉发的指导下完成的。

## 家庭
杰克·赫舒拉发之子大卫·赫舒拉发也是一位著名的经济学家，他协助父亲完成了《价格理论及其应用》。

## 著作
- Hirshleifer, Jack (1970). Investment, Interest, and Capital, Prentice/Hall International
- Hirshleifer, Jack. . Economic Inquiry. 1973-06, 11 (2): 129–146  [2021-10-09]. doi:10.1111/j.1465-7295.1973.tb01997.x. （原始内容存档于2021-10-09） （英语）.
- Hirshleifer, Jack (1976). 《价格理论及其应用》Price Theory and Applications, Prentice/Hall International
- Hirshleifer, Jack. . Public Choice（英语：Public Choice (journal)）. 1983, 41 (3): 371–386. ISSN 0048-5829. doi:10.1007/BF00141070 （英语）.
- Hirshleifer, Jack; Riley, John G.  1. Cambridge University Press. 1992-09-10. ISBN 978-0-521-23956-1. doi:10.1017/cbo9781139167635.001.
- Hirshleifer, Jack. . Cambridge: Cambridge University Press. 2001  [2021-10-09]. ISBN 978-0-521-80412-7. OCLC 924266461. （原始内容存档于2021-10-09）.
- Hirshleifer, Jack. . David R. Henderson（英语：David R. Henderson） (ed.)  (编).  2nd. Indianapolis: Library of Economics and Liberty. 2008  [2016-08-08]. ISBN 978-0865976658. OCLC 237794267. （原始内容存档于2020-11-18）.